# 黄帝故里拜祖大典
黄帝故里拜祖大典，是一個於每年中国农历三月初三，在黄帝故里河南省新郑市所举办的祭拜性活动。大典仪程共有“盛世礼炮、敬献花篮、净手上香、行施拜礼、恭读拜文、高唱颂歌、乐舞敬拜、祈福中华、天地人和”九项内容。新郑黄帝拜祖祭典固定在轩辕丘旁轩辕故里祠和具茨山轩辕庙举办，被列入第二批国家级非物质文化遗产。

## 历史沿革
拜祖大典主办方目前包括中国共产党中央委员会下属的中共中央台湾工作办公室（国务院台办）、中共中央统一战线工作部（国务院侨办），还有中华全国台湾同胞联谊会、中华炎黄文化研究会、世界华侨华人社团联合总会和河南省人民政府等。
類似的祭拜最早可追溯至春秋战国时期，在黄帝后裔定期在轩辕之丘（今河南新郑）进行的追思活动之時就已確定；在唐朝建立之后，祭拜黄帝成为歷代統治中國的政權所推行的官方活动。

## 典礼内容

### 2024年
4月11日，甲辰年黄帝故里拜祖大典在河南省郑州市新郑市举办。大典的主题为“同根同祖同源，和平和睦和谐”。规划提升后的黄帝故里园区庄严肃穆，众多来自海内外的华夏儿女汇聚在这里，共拜轩辕黄帝，祈福祖国繁荣昌盛，祝愿世界和平和睦。拜祖典制性仪程依照国家级非物质文化遗产确定的九项仪程进行，包括盛世礼炮、敬献花篮、净手上香、共拜始祖、恭读拜文、高唱颂歌、乐舞敬拜、祈福中华、天地人和。